# Canal 6 Digital
El Canal 6 de Posadas, más conocido como Canal 6 Digital, es un canal de televisión abierta argentino que transmite desde la ciudad de Posadas, provincia de Misiones. El canal se llega a ver en parte del Gran Posadas y zonas aledañas.

## Historia
Canal 6 inició sus transmisiones regulares el 9 de julio de 2005. La señal fue creada por el empresario Jorge Kurrle, actual dueño.
Anteriormente, la señal retransmitía parte de la programación de Canal 26.
A comienzos de 2016, Canal 6 comenzó a emitir programación en HD.

## Programación
Actualmente, parte de la programación del canal consiste en transmitir contenidos de origen informativo, entre ellos se destacan El ciudadano se rebela (programa político), Cadena noticias (programa de actualidad), Punto de vista (programa de salud) y Teleshow (interés general).